# Хабиб, Сайрус
Сайрус Хабиб — американский политик. Член Демократической партии. Являлся лейтенант-губернатором штата Вашингтон с 2017 по 2021 год.

## Биография
Родился в семье выходцев из Ирана. Трижды пережил рак и ослеп в восемь лет.